# لیکوهای کوتوله
لیکوهای کوتوله (نام علمی: Dasycrotapha) نام یک سرده از تیره چشم‌سفید است.